# Нортап, Соломон
Соломон Нортап (родился 10 июля ок. 1807–1808; Минерва, Нью-Йорк; умер ок. 1864) — американский аболиционист и автор мемуаров «Двенадцать лет рабства». Свободнорождённый афроамериканец из Нью-Йорка, он был сыном освобождённого раба и свободной цветной женщины. Фермер и профессиональный скрипач, Нортап был землевладельцем в округе Вашингтон, штат Нью-Йорк. В 1841 году ему предложили работу путешествующего музыканта, и он отправился в Вашингтон, округ Колумбия (где рабство было законным); там его накачали наркотиками, похитили и продали в рабство.   
Нортап был отправлен в Новый Орлеан, куплен плантатором и содержался в качестве раба в течение 12 лет в районе Ред-Ривер в Луизиане, в основном в приходе Авойель. Он оставался рабом, пока не встретил Сэмюэля Басса, канадца, работавшего на его плантации, который помог донести информацию до Нью-Йорка, где закон штата предоставлял помощь освобождённым гражданам Нью-Йорка, которые были похищены и проданы в рабство. Его семья и друзья заручились поддержкой губернатора Нью-Йорка Вашингтона Ханта, и 3 января 1853 года Нортап вновь обрёл свободу. Работорговец в Вашингтоне, округ Колумбия, Джеймс Х. Берч был арестован и предан суду, но оправдан, потому что закон округа Колумбия в то время запрещал Нортапу как чернокожему давать показания против белых людей. Позже, в штате Нью-Йорк, его северные похитители были обнаружены и обвинены, но дело было заморожено в суде на два года из-за проблем с юрисдикцией и, наконец, было прекращено, когда было установлено, что Вашингтон, округ Колумбия, обладает юрисдикцией. Правительство округа Колумбия не расследовало дело. Те, кто похитил и поработил Нортапа, не понесли наказания.  
В первый год своего пребывания на свободе Нортап написал и опубликовал мемуары «Двенадцать лет рабства» (1853 г.). Он читал лекции от имени аболиционистского движения, произнеся более двух десятков речей на Северо-Востоке о своём опыте, чтобы набрать обороты против рабства. Он в значительной степени исчез из исторических записей после 1857 года, хотя в письме позже сообщалось, что он жив в начале 1863 года; некоторые комментаторы думали, что его снова похитили, но историки считают это маловероятным, поскольку он считался бы слишком старым, чтобы принести хорошую цену. Подробности его смерти так и не были задокументированы.

## Биография

### Ранние годы
Нортап был свободнорождённым афроамериканцем, происходившим из семьи вольноотпущенника и владевшим доставшейся ему от отца фермой в городке Хеврон (Хеброн) штата Нью-Йорк. В 1828 году он женился, в 1834 году продал ферму и переехал с семьёй в город Саратога-Спрингс.

### Рабство
В 1841 году он был похищен работорговцами, заманившими его предложением получить работу скрипача. Во время встречи со своими предполагаемыми работодателями в Вашингтоне он был накачан наркотиками и отправлен в Новый Орлеан, где его продали в рабство владельцу одной из плантаций в Луизиане. Нортап пробыл в рабстве в общей сложности двенадцать лет, побывав за это время рабом нескольких плантаторов вдоль Ред-Ривер, неоднократно предпринимая попытки совершить побег и отправить письмо родным; всё это время его семья ничего не знала о его судьбе. В конце концов с помощью друзей он всё же сумел связаться с родными и привлёк к своей истории внимание губернатора штата Нью-Йорк Вашингтона Ханта. Он вышел на свободу в январе 1853 года и вернулся к своей семье в Нью-Йорк.

### Судебные разбирательства
Законы округа Колумбия запрещали Нортапу как чернокожему свидетельствовать против белых, и, не имея возможности дать показания, он не смог подать гражданский иск в суд. Позже в штате Нью-Йорк двоим мужчинам были предъявлены обвинения в похищении, но два года спустя эти обвинения были сняты.

### Мемуары и последние годы
В свой первый год на свободе (1853) Нортап написал и опубликовал мемуары о своей истории под названием «Двенадцать лет рабства». Нортап также прочитал десятки лекций по всему северо-востоку США о своей жизни в рабстве в целях поддержки движения аболиционистов. Точная дата и обстоятельства его смерти неизвестны, хотя некоторые современники считали, что впоследствии он был снова похищен работорговцами и убит.

## Отражение в искусстве
Мемуары Нортапа были дважды экранизированы: в 1984 году был снят телевизионный фильм «Одиссея Соломона Нортапа», а в 2013 году — фильм «12 лет рабства», получивший премию Американской киноакадемии («Оскар») в номинации лучший фильм.